# William McDonough
William McDonas es un arquitecto estadounidense, fundador de William McDonals+Partners, Architecture and Community Design. Desde 1994 hasta 1999 fue decano de la escuela de arquitectura de la Universidad de Virginia. En 1999, la revista Time le concedió el título de "Héroe del Planeta", porque "su utopismo está basado en una filosofía unificada que está cambiando el diseño del mundo de manera demostrable y práctica". En 1996 recibió el Premio Presidencial de Desarrollo Sostenible, máximo galardón en los Estados Unidos en materia de medio ambiente. También ha sido galardonado por el presidente George W. Bush, tiene el premio Geen Award de la Universidad de Columbia y pertenece al Consejo Asesor de la Fundación medioambiental del Príncipe Carlos de Gales.

## McDonough Braungart Design Chemistry
Junto al químico Michael Braungart ha escrito el libro De la cuna a la cuna y, en 1995, crearon la compañía McDonough Braungart Design Chemistry para el desarrollo de productos y sistemas, con el objetivo de ayudar a las empresas en la implantación de un protocolo de diseño sostenible, único en el mundo. Entre sus clientes se incluyen:
- Ford Motor Company (a la que ayudan en la construcción de la nueva planta de Ford en River Rouge por expreso deseo del Sr.Ford III)
- Nike (en la construcción de su nueva sede estadounidense)
- Herman Miller
- Basf
- DesignTex
- Pendleton
- Volvo
- El ayuntamiento de Chicago
- En España, está construyendo el edificio de Hábitat en Barcelona y varios hoteles en Mallorca.
- La Universidad EAN, Bogotá, Colombia.

- Datos: Q1662745
- Multimedia: William McDonough / Q1662745